# Mangapapa
Mangapapa est une banlieue de la cité de Gisborne dans l’est de l’Île du Nord de la Nouvelle-Zélande. 

## Situation
Elle est localisée dans le nord de la cité et la localité de Whataupoko siège au sud-est et  Te Hapara vers le sud, séparées de Mangapapa par la rivière Taruheru.

## Démographie
En 2006, le recensement de 2006 en Nouvelle-Zélande estima la population totale des banlieues de Mangapapa à 4 263 résidents
Mangapapa, comprenant les zones statistiques de Mangapapa North, Mangapapa East et  Mangapapa South, avait une population de 4 530 résidents selon le recensement de 208, une augmentation de 336 habitants (soit 8,0 %) depuis le recensement de 2013 et une augmentation de 270 personnes (soit 6,3 %) depuis celui de recensement de 2006 en Nouvelle-Zélande. 
Il y avait 1 554 logements.
On notait 2 193 hommes pour 2 340 femmes, donnant un sexe-ratio de 0,94 homme  pour une femme avec 1 134 personnes (soit 25,0 %) âgées de moins de 15 ans, 948 personnes (soit 20,9 %) âgées de 15 à 29 ans, 1 887 personnes (soit 41,7 %) âgées de 30 à 64 ans et  558 personnes (soit 12,3 %) âgées de 65 ans ou plus.
Pour l’ethnicité: 63,2 %  étaient européens/Pākehā, 50,7 % Māoris, 4,6 % originaires des peuples du Pacifique, 3,6 % Asiatiques et 1,5 % d’autres ethnicités (le total fait plus de 100 % dans la mesure où une personne peut s’identifier de multiples ethnies).
La proportion des personnes nées outre-mer était de 9,2 %, comparée avec les 27,1 % au niveau national
Bien que certaines personnes objectent à donner leur religion, 53,1 % disent n’avoir aucune religion , 33,6 % étaient chrétiens, 0,3 % étaient Hindouistes, 0,2 % étaient musulmans, 0,4 % étaient bouddhistes et 4,8 % avaient une autre religion.
Parmi ceux de plus de 15 ans d’âge, 459 personnes (soit 13,5 %) étaient bacheliers ou avaient  un niveau supérieur et 762 personnes (22,4 %) n’avaient aucune qualification formelle. 
Le statut d’emploi de ceux d’au moins 15 ans était pour 1 716 personnes (soit 50,5 %)  un emploi à temps plein, pour 510 personnes (soit 15,0 %) était un emploi à temps partiel et 168 personnes (4,9 %) étaient sans emploi
| Nom             | Population | logements | âge médian | revenus médians |
| --------------- | ---------- | --------- | ---------- | --------------- |
| Mangapapa North | 1,425      | 477       | 31,9 ans   | 27 500 $        |
| Mangapapa East  | 1,179      | 447       | 38,7 ans   | 33 200 $        |
| Mangapapa South | 1,926      | 630       | 31 ans     | 25 300 $        |
| New Zealand     |            |           | 37,4 ans   | 31 800 $        |

## Installations
Le hôpital de Gisborne (en) est localisé dans la banlieue de Mangapapa, comme l’était l’ancien « hôpital Cook».

## Parcs
«Atkinson Street Park» est un parc local et une zone de promenade des chiens, localisé dans la banlieue de Mangapapa.

## Éducation
L’école de «Mangapapa School» est une école contribuant au primaire, publique, mixte avec un effectif de 452 élèves en mars 2021.
L’école fut ouverte en 1903,,